# Вафельний торт

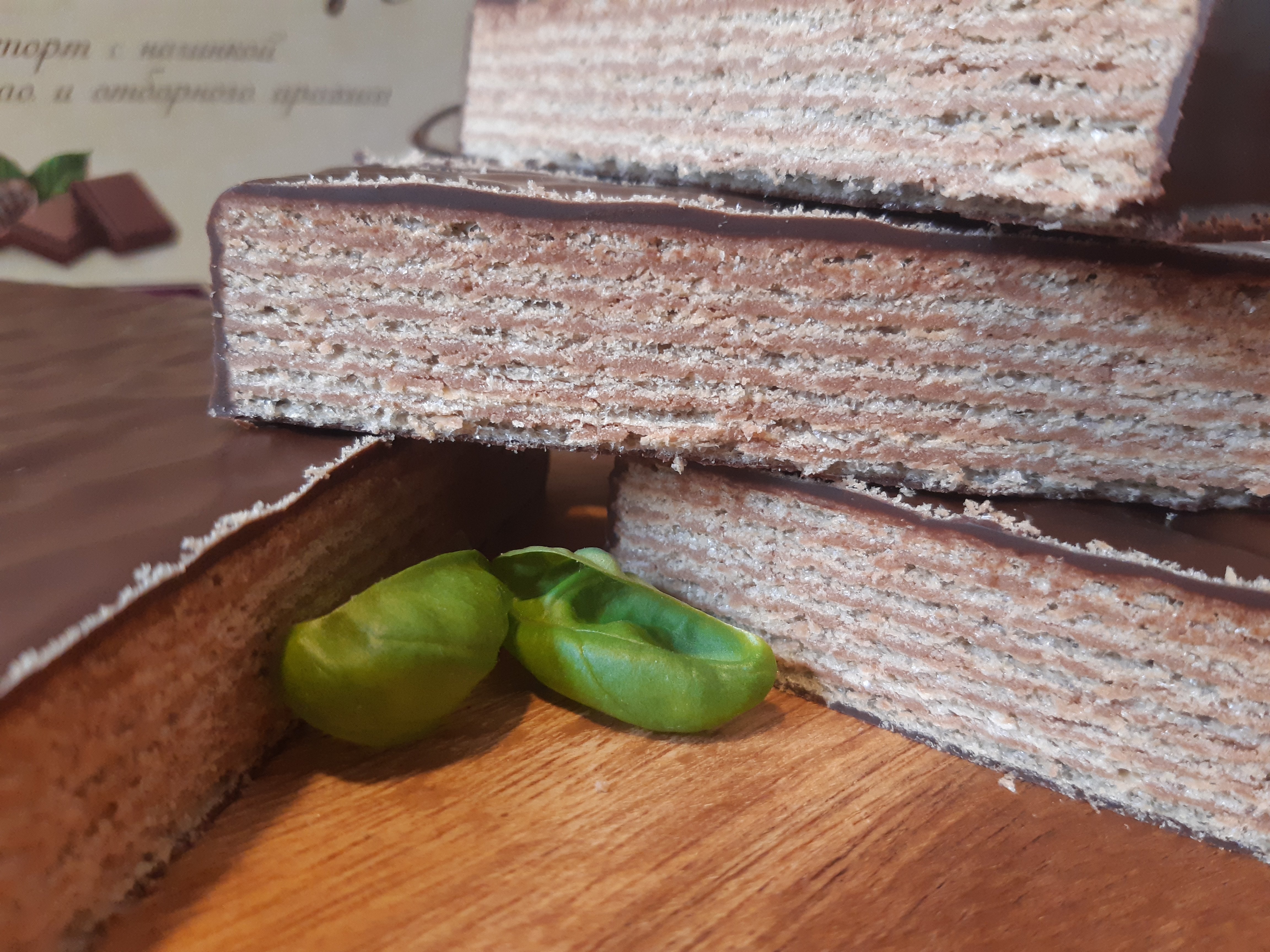
Вафельний торт

Вафельний торт — борошняний кондитерський виріб на основі вафельного напівфабрикату (вафельних листів) з різними кремами, жировими, праліновими, фруктовими, помадними та іншими видами начинок.
Крем для вафельного торта не повинен мати вологість вище 10–12 %, оскільки волога добре всмоктується вафлями та робить їх в'язкими. Його збивають до однорідної маси з фритюрного жиру, цукрової пудри та какао-порошку з додаванням лимонної есенції. Його наносять на випечені й охолоджені вафельні листи за допомогою намазувальної машини. Отримані заготовки укладають один на одного і направляють на вистойку під вантажем протягом 10–16 годин або поміщають в холодильну камеру на 3–4 години. Різка готових вафельних пластів на торти квадратної або прямокутної форми проводиться на різальній машині або вручну. Змащену кондитерською масою верхню поверхню вафельного торта для прикраси посипають вафельною крихтою за трафаретом. Вафельну крихту готують з листового вафельного напівфабрикату ножем або на дробарці. Бічні поверхні торта прикрашати. В Україні вафельний торт — найпопулярніше застосування згущівки.